# Judith Wright
Judith Arundell Wright (Nova Gales do Sul, Austrália, 31 de maio de 1915 – Camberra, 26 de junho de 2000) foi uma escritora e crítica australiana.

## Biografia
Entrou para a Universidade de Sydney em 1934, onde estudou filosofia, história, psicologia e inglês sem se formar. Aquando dos seus vinte anos, ficou progressivamente surda. Entre 1837 e 1938 viajou pela Europa. Com 30 anos, conheceu o companheiro com o qual mais tarde casaria: J.P. McKinney.
Considerada um dos maiores vultos da literatura australiana em ensaios e poesia, foi Doutora Honoris Causa pelas Universidades de Queensland, Nova Inglaterra e Sydney.
Judith Wright faleceu em Camberra a 26 de junho de 2000, com 85 anos.

## Obras

### Poesia
- The Moving Image (1946)
- Woman to Man (1949)
- The Gateway (1953)
- The Two Fires (1955)
- Australian Bird Poems (1961)
- Birds: Poems (1962)
- Five Senses: Selected Poems (1963)
- Selected Poems (1963)
- Tentacles: A tribute to those lovely things (1964)

- City Sunrise (1964)
- The Other Half (1966)
- Alive: Poems 1971-72 (1973)
- Fourth Quarter and Other Poems (1976)
- Train Journey (1978)
- The Double Tree: Selected Poems 1942-76 (1978)
- Phantom Dwelling (1985)
- A Human Pattern: Selected Poems (1990) ISBN 1-875892-17-6
- The Flame Tree (1993)
- Bullocky

### Críticas literárias
- William Baylebridge and the modern problem (Canberra University College, 1955)
- Charles Harpur (1963)
- Preoccupations in Australian Poetry (1965)
- Henry Lawson (1967)
- Collected Poems (1971)
- Because I was Invited (1975)
- Going on Talking (1991) ISBN 0947333436

### Outros trabalhos
- The Generations of Men (1959) ISBN 1-875892-16-8
- The Coral Battleground (1977)
- The Cry for the Dead (1981)
- We Call for a Treaty (1985)
- Born of the Conquerors: Selected Essays (1991) ISBN 9780-85575-217-0
- Half a Lifetime (Text, 2001) ISBN 1-876485-78-7

### Cartas
- The Equal Heart and Mind: Letters between Judith Wright and Jack McKinney. Editado por Patricia Clarke e Meredith McKinney (UQP, 2004) ISBN 0-7022-3441-9
- With Love and Fury: Selected letters of Judith Wright, editado por Patricia Clarke e Meredith McKinney (Biblioteca Nacional da Austrália, 2006) ISBN 9780642276254
- Portrait of a friendship: the letters of Barbara Blackman and Judith Wright, 1950-2000, editado por Bryony Cosgrove (Miegunyah Press, 2007) ISBN 9780522853551, ISBN 0522853552 Crítica